# Joyciline Jepkosgei
Joyciline Jepkosgei (Kenya, 8 de desembre de 1993) és una corredora kenyana de llarga distància que competeix entre els 10.000 metres i la mitja marató. Ostenta el rècord del món amb un temps d'1:04:51 minuts a més de posseir el rècord en el 10k amb 29:43 minuts. Va aconseguir la medalla de bronze als 10.000 m als Campionats africans d'Atletisme en 2016. Joyciline Jepkosgei va fer el rècord mundial a la mitja marató amb d'1:04:51 a la Mitja marató de València en octubre de 2017. A més a més, de forma oficiosa també va trencar els rècords de la IAAF de 10K, 15K i 20K, aconseguint un total de 4 rècords mundials en un sol esdeveniment. També esdevingué la primera kenyana en batre sis rècords mundials en sis mesos.

## Carrera
Jepkosgei va destacar com a atleta professional en 2015 a la Mitja Marató de Nairobi, on va acabar cinquena amb 1:14:06 minuts. Va baixar el seu temps a 1:09:09 minuts a la First Lady's Half Marathon a la capital de Kenya. Va millorar dos segons quan va guanyar la Karlovy Vary Half Marathon, que la va situar en el top de les 35 corredores de l'any.
Com a membre de les Forces de Defensa de la Kenya, va ser dues vegades subcampiona als seus campionats de pista en 2016 en els 5.000 metres i 10.000 metres. Un tercer lloc en els 10.000 m als Campionats d'Atletisme kenyans van suposar la seua primera selecció internacional per als Campionats africans d'Atletisme de 2016. Allà va guanyar la medalla de bronze fent millor marca personal amb 31:28.28 minuts. Jepkosgei va acabar el seu gran any essent finalista al Grand Prix de Praga i guanyant a la Marseille-Cassis Classique Internationale.
A primers de 2017 va competir en el seu màxim nivell a la mitja marató i va millorar gairebé tres minuts la seua marca personal, travessant la línia en 66:08 minuts fent tercera al Ras Al Khaimah Half Marathon als Emirats Àrabs Units. El que li va suposar ser la setena corredora més ràpida en aquell moment. La guanyadora, Peres Jepchirchir, va trencar el rècord mundial i Jepkosgei va fer el seu millor temps, igual que la subcampiona Mary Keitany. Tant Jepchirchir com Keitany havien guanyat títols mundials en la distància de mitja marató, situant-se així Jepkosgei entre les millors del món. Un mes i un mig més tard va retornar a la distància i va ser de nou més ràpida que mai, guanyant la Mitja Marató de Praga. Durant aquella cursa va trencar quatre rècords mundials en ruta, enregistrant 30:05 als 10K, 45:37 als 15K i 61:25 als 20K.
En setembre de 2017, amb l'ajut d'un atleta que li feia de llebre, va millorar el seu propi rècord del món en 10K en 29:43, just davant de Fancy Chemutai (30:06), i Violah Jepchumba (30:25), al Grand Prix de Praga, pel que va esdevindre la primera dona en córrer la distància per sota de 30 minuts.

## Rècords personals
- 5000 metres (pista descoberta) – 15:40.0 (2016)
- 5 quilòmetres (carretera) - 14:53 (2017)
- 10,000 metres (pista) – 31:28.28 (2016)
- 10 quilòmetres (carretera) – 29:43 (2017) (PM)
- 15 quilòmetres (carretera) – 45:37 (2017) (PM)
- 20 quilòmetres (carretera) – 1:01:25 (2017) (PM)
- Mitja marató – 1:04:51 (2017) (PM)

## Competicions internacionals
| 2016 | Campionat Africà d'Atletisme de 2016   | Durban, Sud-àfrica | 3a | 10.000 metres femenins | 31:28.28 |
| 2018 | 2018 Campionat del Món de Mitja Marató | València           | 2a | Mitja marató           | 66:11    |
|      |                                        |                    |    |                        |          |

|  |  |  |  |  |  |
|  |  |  |  |  |  |

## Circuits guanyats
- Marseille-Cassis Classique Internationale (Mitja marató): 2016
- Karlovy Vary Half Marathon: 2016
- Prague Half Marathon: 2017